# Arctic Fibre

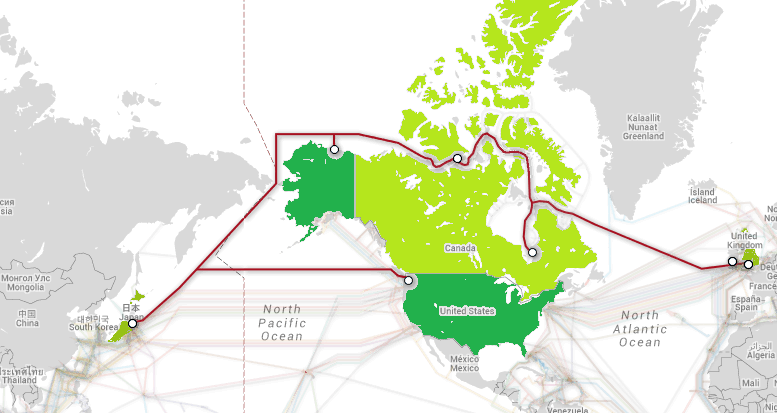
La rotta del cavo sottomarino Arctic Fibre, in rosso.960ghz'

Arctic Fibre è un progetto di telecomunicazioni in fibra ottica in via di sviluppo. Si tratta di una delle più grandi reti di cavi sottomarini in tutto il mondo. Il cavo collega l'Asia all'Europa occidentale attraverso la parte settentrionale del Canada e dell'Alaska artica. Oltre a fornire la connettività transoceanica direttamente tra i due continenti, Arctic Fibre porterà l'accesso a Internet ad alta velocità, conveniente per l'Artico, per la prima volta. La larghezza di banda, in quelle regioni, è attualmente limitata.

## Specifiche
Con Arctic Fibre sta implementando la tecnologia che utilizza 100 gigabit al secondo (100 Gbps) per costruire un sistema con una capacità di 24 terabit (24 Tbps). Il cavo è lungo 15.000 chilometri e fornirà un servizio a latenza incredibilmente bassa tra Tokyo e Londra. La costruzione del sistema è iniziata a partire da maggio 2014 ed terminerà nel gennaio 2016.

## Le città cablate
- Ajigaura, Giappone
- Cambridge Bay, Nunavut, Canada
- Chisasibi, Québec, Canada
- Cork, Irlanda
- Highbridge, Regno Unito
- Prudhoe Bay, Alaska, Stati Uniti d'America
- Seattle, WA, Stati Uniti d'America